# كورولا إي 20
كورولا إي 20 (بالإنجليزية: Toyota Corolla)‏ هي سيارة أنتجت في 1970م.

## معرض صور

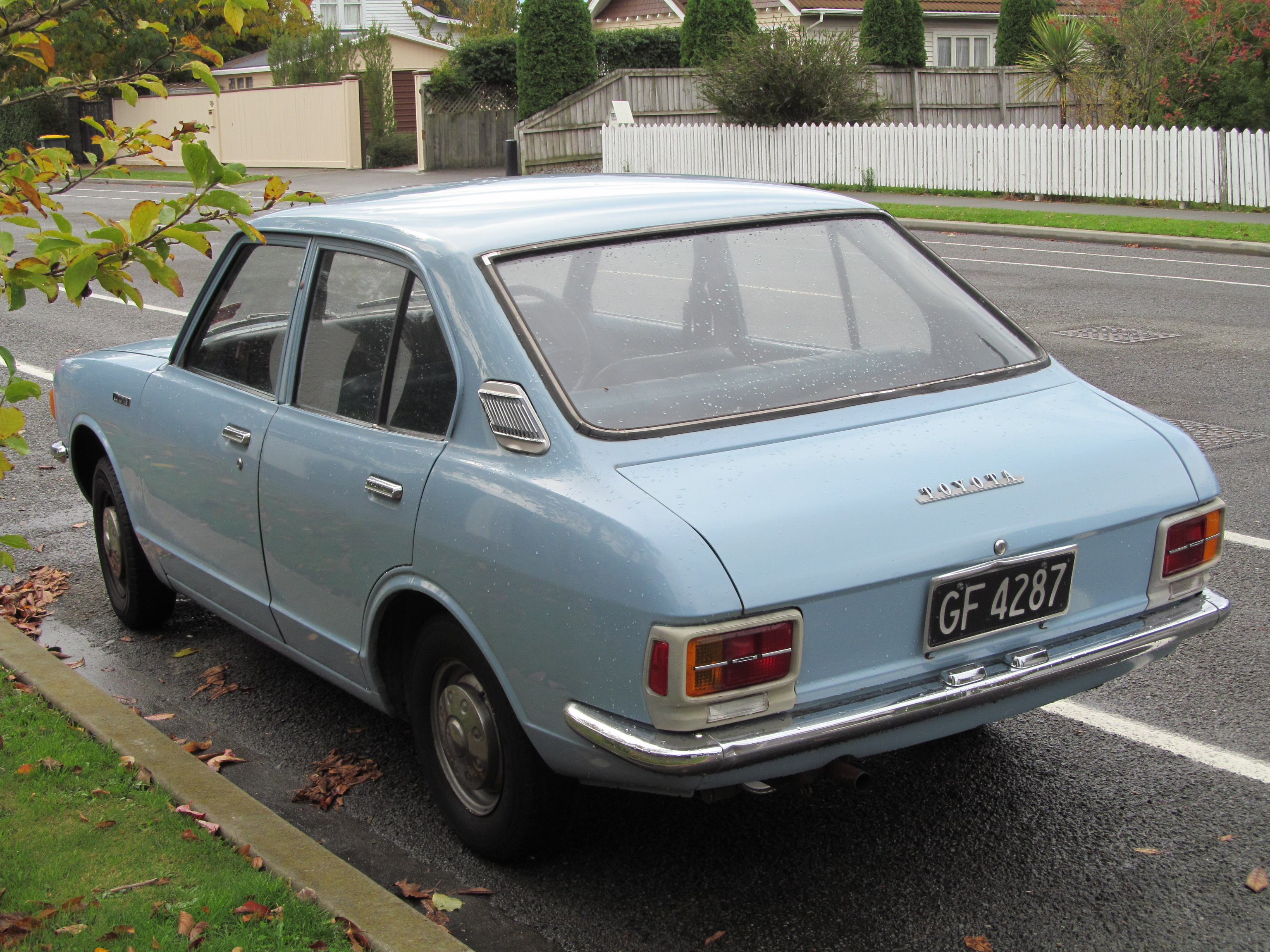
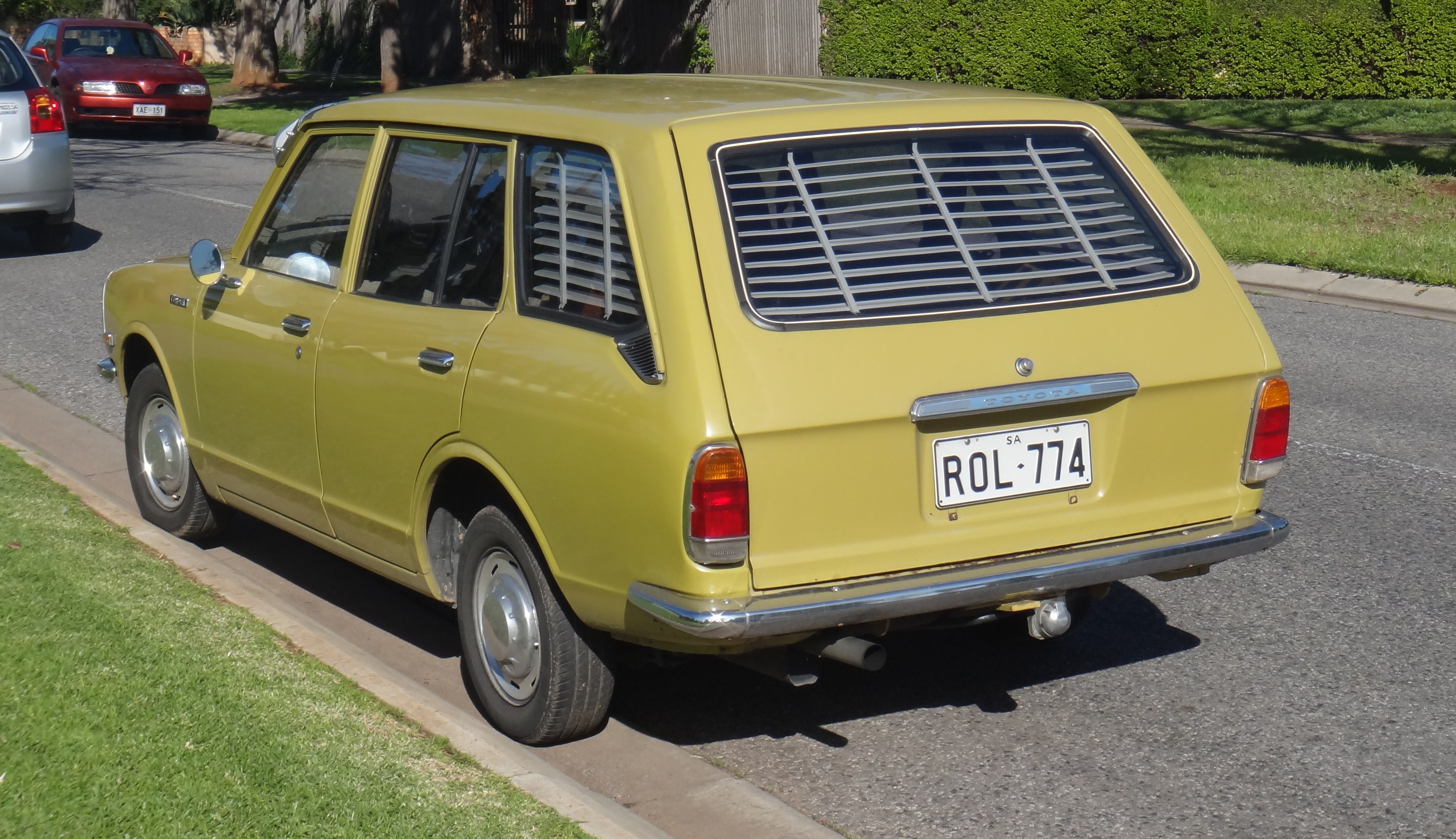
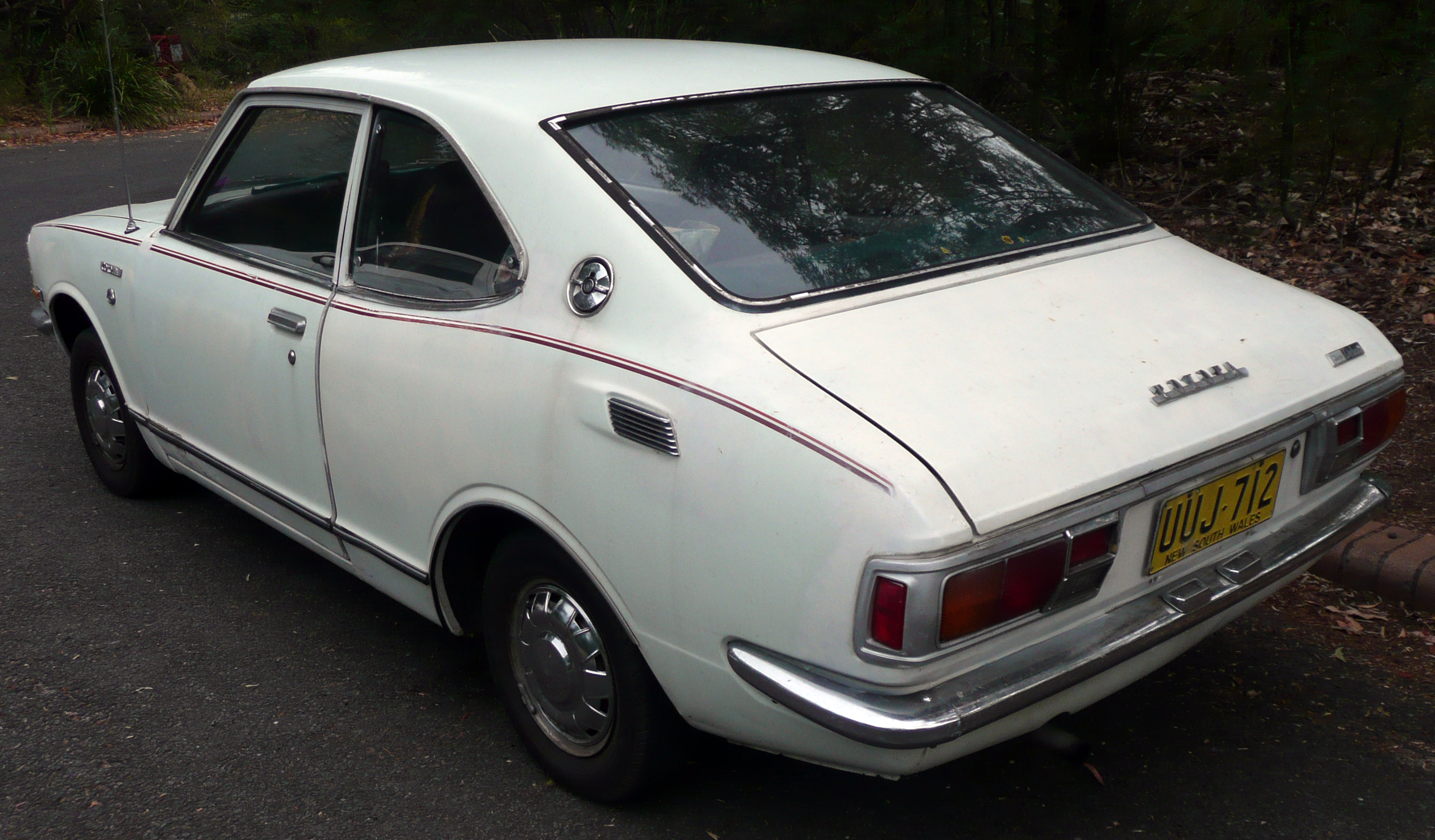
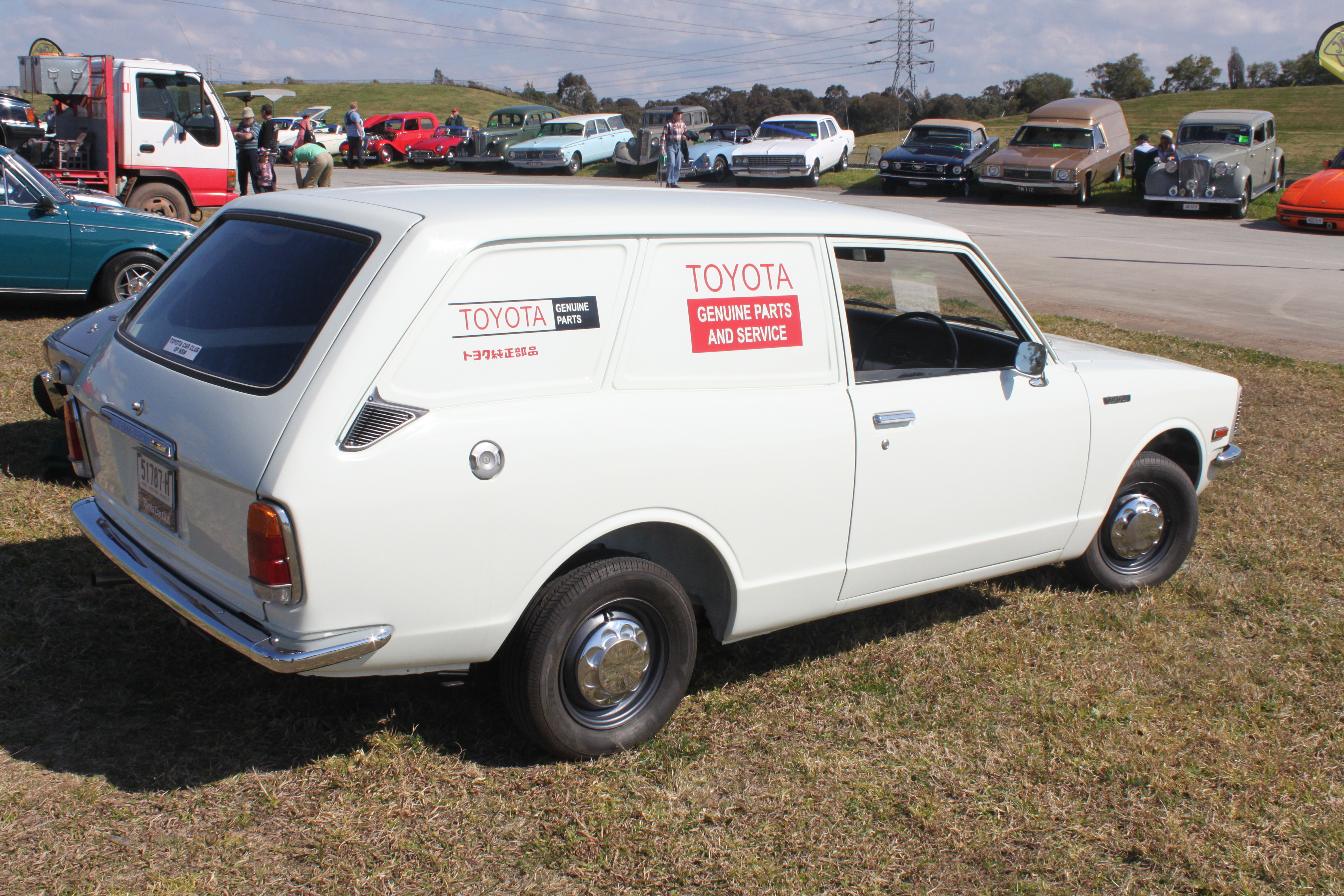